# Aspalathus asparagoides
Aspalathus asparagoides är en ärtväxtart som beskrevs av Carl von Linné d.y.. Aspalathus asparagoides ingår i släktet Aspalathus och familjen ärtväxter.

## Underarter
Arten delas in i följande underarter:
- A. a. asparagoides
- A. a. rubro-fusca